# Сніжок (фільм)
«Сніжок» («Palla di neve») — італійська пригодницька кінокомедія 1995 року, знята режисером Мауріціо Нікетті, з Паоло Вілладжо у головній ролі.

## Сюжет
Літній актор, Біллі Болла, напередодні своєї відставки вирушає у круїз грецькими островами. Під час поїздки він бачить Сніжка, рідкісного білого дельфіна, що втік від свого господаря-садиста. Біллі та італійський хлопчик, Тео, допомагають Сніжку втекти від переслідування.

## У ролях
- Паоло Вілладжо — Біллі Болла
- Алессандро Хабер[it] — Марков
- Анна Фалькі — Гелена
- Освальдо Сальві — Лунго
- Анджело Орландо — Агент Біллі Болла
- Моніка Беллуччі — Меліна
- Фабіано Ваньяреллі — роль другого плану
- Енріко Граціолі — роль другого плану
- Нестор Гарай — роль другого плану
- Лео Гуллотта — роль другого плану
- Роберто Делла Каса — роль другого плану
- Карло Коломбо — роль другого плану
- П'єтро Гісланді — роль другого плану
- Луїс Мольтені — роль другого плану
- Ораціо Стракуцці — роль другого плану
- Мауріціо Нікетті — роль другого плану

## Знімальна група
- Режисер — Мауріціо Нікетті
- Сценаристи — Мауріціо Нікетті, Чіро Іпполіто, Джанні Ромолі
- Оператор — Крістіано Погані
- Композитор — Карло Сіліотто
- Продюсери — Чіро Іпполіто, Фульвіо Лучізано